# Núi Karpat Trắng
Núi Karpat Trắng (tiếng Séc: Bílé Karpaty; tiếng Slovak: Biele Karpaty; tiếng Đức: Weiße Karpaten; tiếng Hungary: Fehér-Kárpátok) là đỉnh núi nổi tiếng thuộc dãy núi Karpat, chạy dọc theo biên giới của hai nước Cộng hòa Séc và Slovakia.
Núi Karpat là một phần của hệ thống dãy núi Karpat Slovak-Moravian, trải dài từ sông Váh ở phía nam dọc theo biên giới giữa Cộng hòa Séc và Slovakia đến Sông Morava và dãy Javorníky ở phía bắc.
Độ cao trung bình của núi Karpat Trắng là 473 m (1.552 ft), trong đó các đỉnh núi cao nhất là:
- Đỉnh Veľká Javorina (tiếng Séc: Velká Javořina), cao 970 m (3.182 ft)
- Đỉnh Chmeľová, cao 925 m (3.035 ft)
- Đỉnh Jelenec, cao 925 m (3.035 ft)
- Đỉnh Veľký Lopeník (tiếng Séc: Velký Lopeník), cao 911 m (2.989 ft)
- Đỉnh Kobylinec, cao 911 m (2.989 ft)

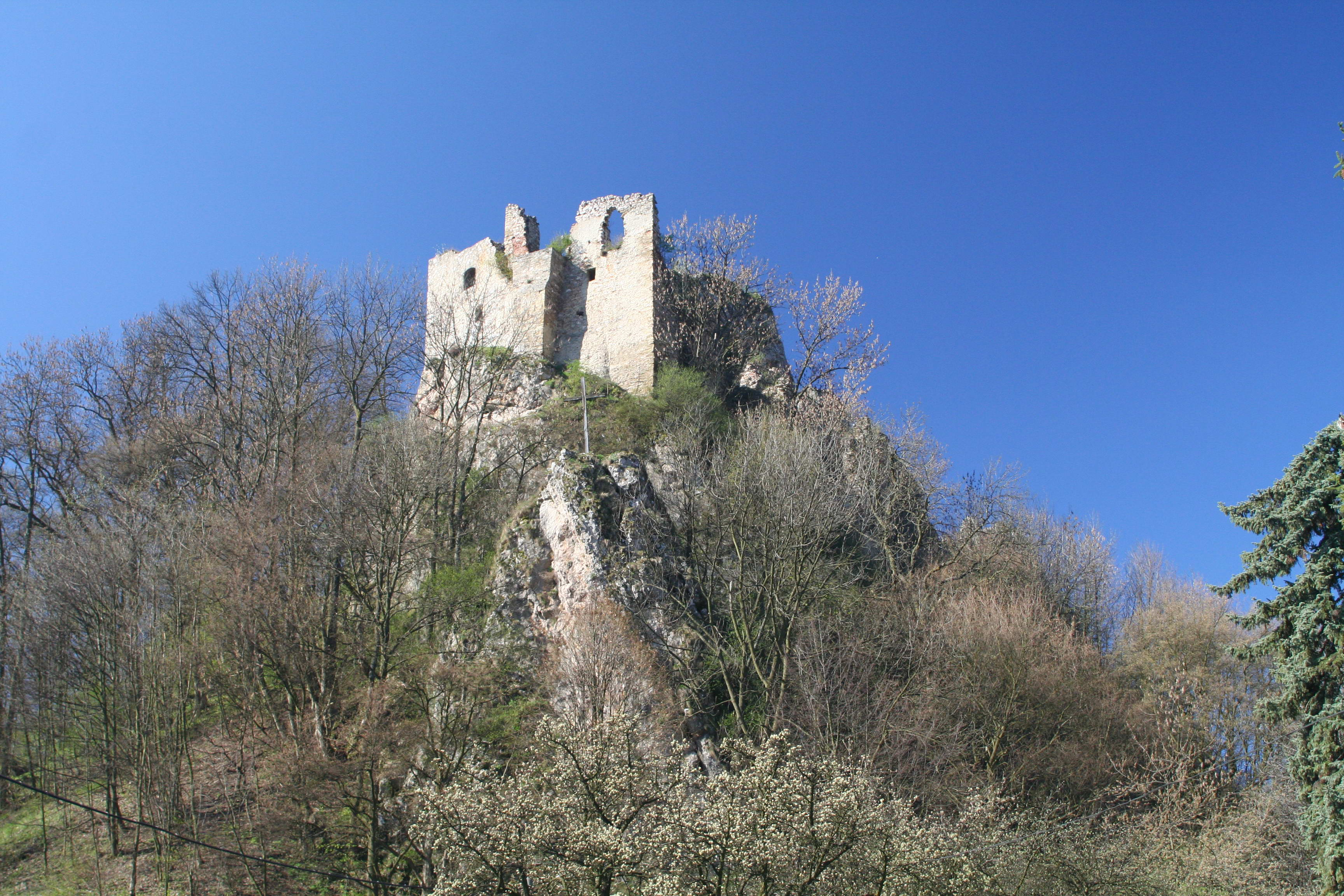
Tàn tích của lâu đài Lednica

Tiếp giáp với ngọn núi ở cả 2 phía là các khu bảo tồn cảnh quan, bao gồm: Khu Bảo tồn Cảnh quan Biele Karpaty ở Slovakia (thành lập năm 1979), Khu Bảo tồn Cảnh quan Bílé Karpaty ở Cộng hòa Séc (thành lập năm 1980), và Khu dự trữ Sinh quyển (thành lập năm 1996, được UNESCO công nhận). Khu vực này có rất nhiều loại động vật và thực vật, trong đó có một số loài đặc hữu, tiêu biểu là các giống lan chỉ mọc ở đồng cỏ của núi Karpat Trắng.
Công trình kiến trúc duy nhất ở khu vực này là lâu đài Lednica, tuy nhiên đây là tòa lâu đài khó tiếp cận nhất ở Slovakia. Xây dựng vào giữa thế kỷ 13 nhưng đến đầu thế kỷ 18, Quân đội đế quốc Áo phá hủy toàn bộ tòa lâu đài.